# Olivia Montauban
Olivia Montauban (* 26. August 1991 in Les Abymes, Guadeloupe) ist eine ehemalige französische Bahnradsportlerin.

## Sportliche Laufbahn
Bei den Junioren-Bahnweltmeisterschaften 2008 in Kapstadt wurde Olivia Montauban gemeinsam mit Magali Baudacci Weltmeisterin im Teamsprint, im Keirin belegte sie Rang zwei. Bei den Bahn-Europameisterschaften 2008 der Junioren in Pruszków belegte sie mit Baudacci Rang zwei im Teamsprint. 2009 konnten Olivia Montauban und Magali Baudacci ihren WM-Erfolg bei den Junioren-Weltmeisterschaften in Moskau wiederholen. Zwei Jahre später, 2011, wurde sie zweifache Vize-Europameisterin (U23) im Sprint sowie im Keirin.
Ab 2012 startete Olivia Montauban erstmals auch bei Elite-Wettbewerben. Im Keirin wurde sie französische Meisterin, im 500-Meter-Zeitfahren  belegte sie Platz zwei und im Sprint Platz drei bei den nationalen Meisterschaften. Bei den Bahn-Europameisterschaften (U23) wurde sie jeweils Zweite im Zeitfahren und im Sprint. Im Oktober 2012 startete sie bei den Elite-Europameisterschaften im litauischen Panevėžys, wurde Vierte im Sprint und Sechste im Keirin. Im Teamsprint errang sie gemeinsam mit Sandie Clair die Bronzemedaille. Bei den Bahn-Europameisterschaften (U23) im Jahre 2013 wurde sie Vize-Europameisterin im Keirin.

## Erfolge
2008
- Junioren-Weltmeisterin – Teamsprint (mit Magali Baudacci)
- Junioren-Weltmeisterschaft – Keirin
- Junioren-Europameisterschaft – Teamsprint (mit Magali Baudacci)

2009
- Junioren-Weltmeisterin – Teamsprint (mit Magali Baudacci)
- Junioren-Europameisterin (mit Laurie Berthon)

2011
- U23-Europameisterschaft – Keirin, Sprint

2012
- Europameisterschaft – Teamsprint (mit Sandie Clair)
- U23-Europameisterschaft – Sprint
- U23-Europameisterschaft – 500-Meter-Zeitfahren
- Französische Meisterin – Keirin

2013
- U23-Europameisterschaft – Keirin
- Französische Meisterin – Keirin

2015
- Französische Meisterin – Sprint